# Sami Jauhojärvi
Sami Jauhojärvi (Ylitornio, 5 mei 1981) is een Finse langlaufer. Jauhojärvi vertegenwoordigde zijn vaderland meerdere malen op de Olympische Winterspelen.

## Carrière
Jauhojärvi maakte zijn internationale debuut tijdens de wereldkampioenschappen langlaufen 2001, voor eigen publiek, in Lahti met een achttiende plaats op de sprint. Enkele weken later maakte hij zijn wereldbekerdebuut in het Zweedse Borlänge, in november 2002 behaalde hij in Kiruna zijn eerste wereldbekerpunten. Op de wereldkampioenschappen langlaufen 2005 in Oberstdorf, Duitsland eindigde de Fin als elfde op de 30 kilometer achtervolging en op de 50 kilometer klassiek eindigde hij als veertiende, zijn slechtste resultaat was de vierenveertigste plaats op de 15 kilometer vrije stijl. Samen met Tero Similä, Olli Ohtonen en Teemu Kattilakoski eindigde hij als twaalfde op de 4x10 kilometer estafette. In november 2006 noteerde Jauhojärvi, in Kuusamo, zijn eerste toptienklassering in de wereldbeker, aan het eind van het seizoen 2006/2007 stond hij negende in het algemeen klassement. Tijdens de wereldkampioenschappen langlaufen 2007 in Sapporo, Japan eindigde de Fin als dertiende op de 50 kilometer klassieke stijl en als zestiende op de 30 kilometer achtervolging. Op de 4x10 kilometer estafette eindigde hij samen met Teemu Kattilakoski, Juha Lallukka en Ville Nousiainen op de zesde plaats, samen met Ville Nousiainen eindigde hij als negende op de teamsprint. In december 2007 in Davos, Zwitserland stond Jauhojärvi voor het eerst op het podium tijdens een wereldbekerwedstrijd. Tijdens de wereldkampioenschappen langlaufen 2009 in Liberec, Tsjechië eindigde de Fin als achtste op de 30 kilometer achtervolging en als twaalfde op de 15 kilometer klassieke stijl. Samen met Matti Heikkinen, Teemu Kattilakoski en Ville Nousiainen veroverde hij de bronzen medaille op de 4x10 kilometer estafette, eerder had hij samen met Nousiainen al de bronzen medaille behaald op de teamsprint. Aan het eind van het seizoen 2008/2009 schreef Jauhojärvi voor de eerste maal een wereldbekerwedstrijd op zijn naam, de 50 kilometer klassiek in Trondheim, Noorwegen. In de algemene wereldbeker van dat seizoen eindigde hij op de vijfde plaats in het eindklassement.
In 2014 deed hij mee aan de Olympische Spelen en werd zeer verrassend samen met Iivo Niskanen olympisch kampioen op de teamsprint. 

## Resultaten

### Olympische Spelen
| Jaar | Plaats | Resultaten                                                                  |
| ---- | ------ | --------------------------------------------------------------------------- |
| 2006 | Turijn | 9e 15 km (klassieke stijl) 20e 30 km achtervolging 61e Sprint (vrije stijl) |

### Wereldkampioenschappen
| Jaar | Plaats     | Resultaten                                                                                               |
| ---- | ---------- | --- |
| 2001 | Lahti      | 18e Sprint (vrije stijl)                                                                                 |
| 2005 | Oberstdorf | 11e 30 km achtervolging 14e 50 km (klassieke stijl) 44e 15 km (vrije stijl) 12e 4x10 km estafette        |
| 2007 | Sapporo    | 13e 50 km (klassieke stijl) 16e 30 km achtervolging 6e 4x10 km estafette 9e Team sprint (vrije stijl)    |
| 2009 | Liberec    | 8e 30 km achtervolging · 12e 15 km (klassieke stijl) · 4x10 km estafette · Team sprint (klassieke stijl) |

### Wereldbeker

#### Eindklasseringen
| Seizoen   | Plaats | Punten |
| --------- | ------ | ------ |
| 2002/2003 | 132e   | 4      |
| 2003/2004 | 138e   | 7      |
| 2004/2005 | 117e   | 12     |
| 2005/2006 | 44e    | 122    |
| 2006/2007 | 9e     | 384    |
| 2007/2008 | 20e    | 322    |
| 2008/2009 | 5e     | 792    |

#### Wereldbekerzeges
| Datum         | Plaats    | Onderdeel               |
| ------------- | --------- | ----------------------- |
| 14 maart 2009 | Trondheim | 50 km (klassieke stijl) |

2006: Björn Lind / Thobias Fredriksson ·
2010: Øystein Pettersen / Petter Northug ·
2014: Iivo Niskanen / Sami Jauhojärvi ·
2018: Martin Johnsrud Sundby / Johannes Høsflot Klæbo ·
2022: Erik Valnes / Johannes Høsflot Klæbo